# 스트리머 (2023년 영화)
《스트리머》는 2023년에 개봉한 대한민국의 영화이다.

## 캐스팅

### 주연
- 이푸름 : 모모 역
- 권민혁 : 준 역

### 조연
- 김모범 : 타쿠 역
- 김준형 : 재민 역
- 심소영 : 다슬 역